# Valeriana mussooriensis
Valeriana mussooriensis är en kaprifolväxtart som beskrevs av V. Prakash, B.S. Aswal och B.N. Mehrotra. Valeriana mussooriensis ingår i släktet vänderötter, och familjen kaprifolväxter. Inga underarter finns listade i Catalogue of Life.